# Juno Records
Juno Records és una botiga en línia de música dance amb seu al Regne Unit que ven discos de vinil, CD, descàrregues de música i accessoris musicals, fundada per Richard Atherton i Sharon Boyd. El lloc web es va crear l'any 1996 com a espai informatiu, anomenat The Dance Music Resource Pages, que enumerava les novetats musicals a mesura que es publicaven a diari. L'any 1997 el lloc web es va transformar en la botiga Juno Records, permetent als usuaris comprar els discos inventariats.
El febrer de 2006 Juno Records va afegir descàrregues de MP3 i WAV al seu catàleg, i el juliol va presentar Juno Download com a lloc autònom. El setembre de 2006 es va afegir una versió en castellà del lloc web i l'any següent en alemany. El juny de 2007 Juno Records va guanyar el premi «Best Of British» de DJ Magazine a la millor botiga de discos.